# Instytut Techniczny Wojsk Lotniczych

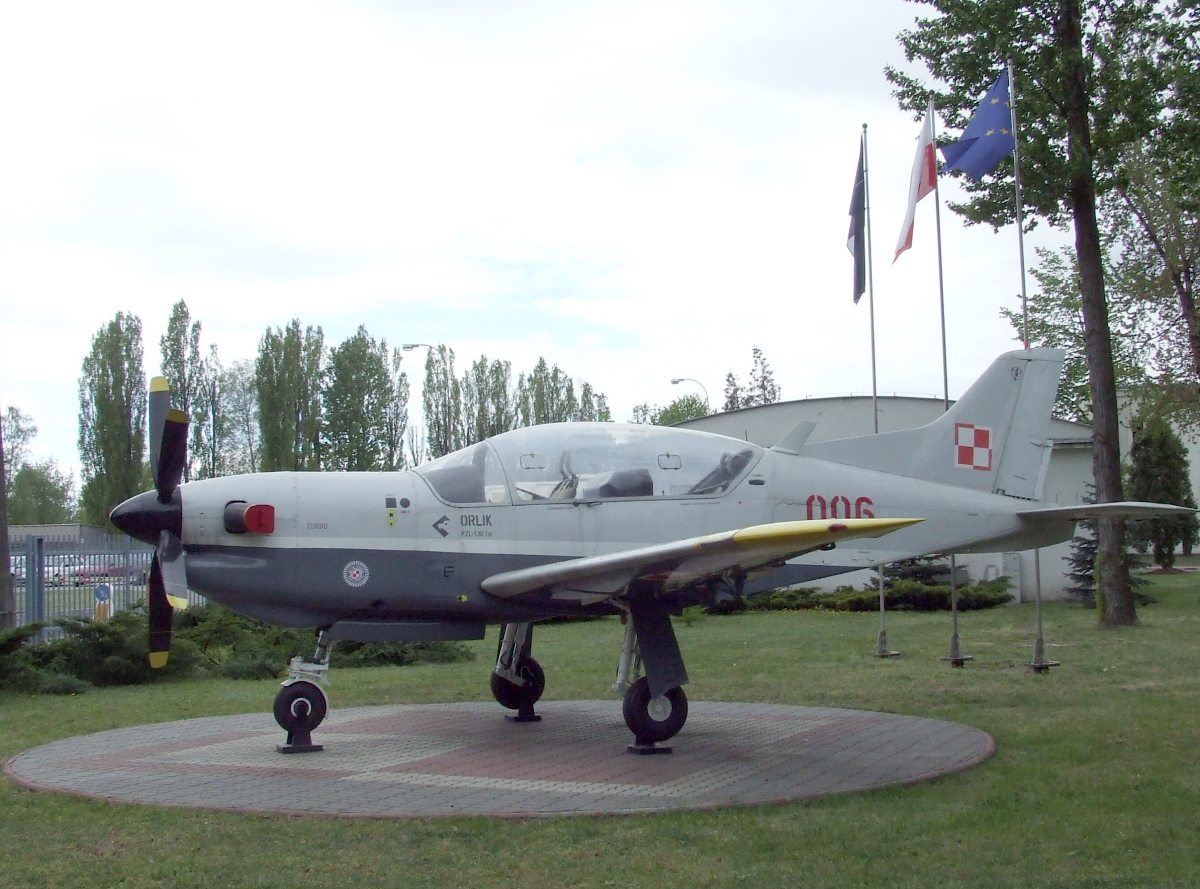
Samolot PZL-130 OrlikTM Nr 006 przed wejściem do Instytutu

Instytut Techniczny Wojsk Lotniczych (ITWL) – jednostka badawczo-rozwojowa nadzorowana przez Ministra Obrony Narodowej właściwa w sprawach naukowo-badawczego wspomagania eksploatacji techniki lotniczej.
Siedziba główna Instytutu znajduje się w Warszawie przy ul. Księcia Bolesława 6. Pracownia Cieczy Roboczych ITWL znajduje się przy ul. Kolskiej 13, a Pracownia Paliw Płynnych przy ul. Ostroroga 35a.

## Historia
W dniu 27 lipca 1950 roku Minister Obrony Narodowej wydał rozkaz organizacyjny Nr 079/Org., w którym nakazał szefowi Oddziału VIII Sztabu Generalnego Wojska Polskiego sformowanć Grupę Organizacyjno-Przygotowawczą Lotniczej Stacji Badawczej. Kierownikiem grupy został radziecki oficer major magister inżynier Borys Mołczaniuk.
Na mocy rozkazu Nr 18/Org. Ministra Obrony Narodowej z dnia 17 czerwca 1953 roku został powołany „Instytut Naukowo-Badawczy Wojsk Lotniczych”.
Na podstawie zarządzenia Nr 013/MON Ministra Obrony Narodowej z dnia 8 września 1958 roku Instytut Naukowo-Badawczy Wojsk Lotniczych został przeformowany w Instytut Techniczny Wojsk Lotniczych.
Instytut Techniczny Wojsk Lotniczych jest kontynuatorem wojskowych jednostek badawczo rozwojowych działających od 1918 roku w branży lotniczej. Za swoją działalność Instytut został odznaczony Orderem Sztandaru Pracy II klasy, trzykrotnie medalem ministra obrony narodowej „Za osiągnięcia w służbie wojskowej”, dwukrotnie „Ikarem”, medalem „Zasłużony dla lotnictwa”, „Za zasługi dla wojsk OPK” oraz odznaką „Racjonalizator wojskowy”.

## Zadania
ITWL zajmuje się problematyką bezpieczeństwa lotów maszyn wojskowych, badaniami samolotów i śmigłowców, a także sprzętu okołolotniczego, oraz szeroko pojętymi pracami naukowymi związanymi z lotnictwem wojskowym. Instytut ma uprawnienia do nadawania stopnia naukowego - doktora nauk technicznych w specjalności budowa i eksploatacja maszyn. Ponadto posiada akredytowane laboratoria badawcze, certyfikaty zarządzania jakością, koncesje na obrót i wytwarzanie broni i amunicji, a także technologii i wyrobów o przeznaczeniu wojskowym i policyjnym.
Instytut dysponuje bardzo nowoczesną i unikalną aparaturą kontrolno-pomiarową, jak również wysoko wyspecjalizowanym personelem.

## Pozostałe informacje
- Przed budynkami ITWL stoi samolot PZL-130 Orlik o numerze bocznym 006, przy drugiej bramie znajduje się cel holowany Gacek.
- Instytut posiada również samolot PZL I-22 Iryda o numerze bocznym 301 (samolot ten jest całkowicie sprawny, lecz nie może latać ze względu na brak niezbędnych pozwoleń), a także dwa samoloty PZL TS-11 Iskra.